# Caradrina pseudadelphia
Caradrina pseudadelphia là một loài bướm đêm trong họ Noctuidae.